# 고령 주산성
고령 주산성(高靈 主山城, 영어: Jusanseong Fortress, Goryeong)은 경상북도 고령군 대가야읍에 있는 삼국시대의 성곽이다. 1963년 1월 21일 대한민국의 사적 제61호로 지정되었다.

## 현지 안내문
고령의 서쪽 주산에 쌓은 가야의 산성이며, 이산성(耳山城)이라고도 한다. 산성의 남쪽 산등성이에는 대가야 무덤들이 분포되어 있어 산성과의 연관성을 보여주고 있다.
산의 가장 높은 곳과 동쪽의 능선을 따라 둥글게 흙으로 쌓은 내성과, 내성의 동쪽과 서쪽 끝에서 시작하여 타원형으로 돌을 쌓은 둘레 약 700m의 외성으로 된 2중 성벽을 가지고 있다. 성벽은 대부분 무너졌으나, 계곡쪽으로는 견고하게 쌓은 성벽이 남아 있다. 현재 외성은 대나무숲이 우거져 있어 먼곳에서 전체 윤곽을 파악하기 힘들며, 성 안에 우물터와 건물터로 보이는 곳이 남아 있다. 외성의 서남쪽에 연결된 봉우리에는 또 하나의 작은 성이 딸려 있다.
성 안에서는 주변 무덤에서 출토되는 각종 가야토기 조각과 통일신라·고려·조선시대의 유물이 출토되어 성이 오랜동안 사용되었음을 알 수 있다.
이 산성은 옛 가야국의 중심적인 성터로 유서깊은 면모를 보여주며, 당시의 성곽 축조 방식 및 구조연구에 중요한 자료가 되고 있다.

## 같이 보기
- 주산

## 참고 자료
- 고령 주산성 - 국가유산청 국가유산포털